# Tobuscus

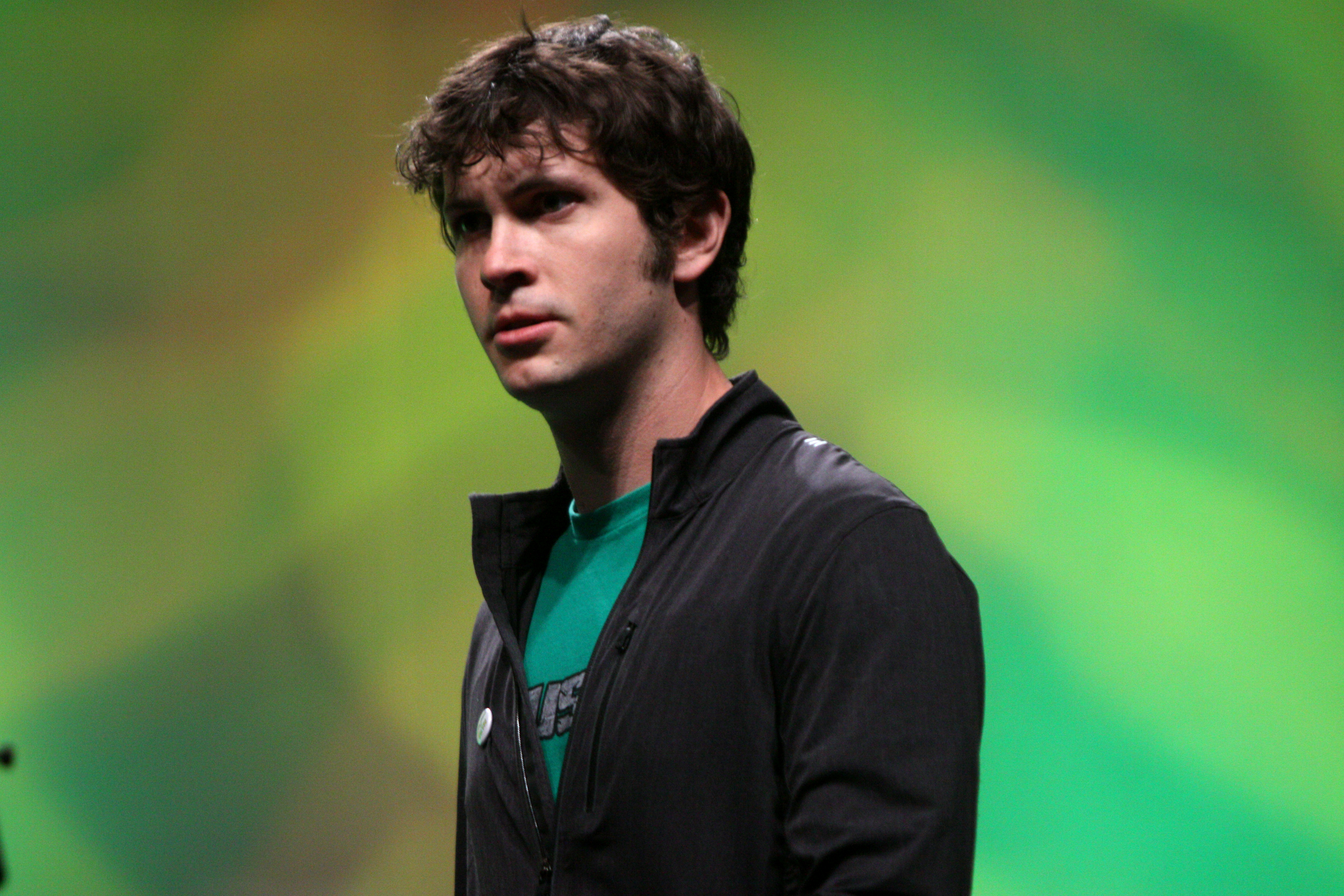
Toby Turner (2012)

Tobuscus (* 3. März 1985; bürgerlich Toby Joseph Turner) ist ein amerikanischer Komödiant, Schauspieler und Musiker, der durch seinen gleichnamigen YouTube-Kanal bekannt wurde.
Sein Hauptkanal Tobuscus hat rund 6.210.000 YouTube-Abonnenten und über eine Milliarde Aufrufe (Stand: Dezember 2022) und steht damit auf Platz 673 der meistabonnierten Kanäle. Dort lädt er Animationsvideos mit sich selbst, einem Freund Gabe Gabuscus und dem fiktiven Jungen Little Tim Tim hoch, sowie eigens komponierte Songs und Songparodien, aber auch verschiedene Prankvideos. Zudem besitzt er zwei weitere YouTube-Kanäle: TobyTurner, ein Vlog seines Lebens, und TobyGames, ein Kanal für seine Let’s Plays. Letzterer ist mit rund 6.230.000 Abonnenten (Stand: Dezember 2022) noch bekannter als sein Erstkanal.

## Filmografie (Auswahl)
- 2012–2014: The High Fructose Adventures of Annoying Orange (Fernsehserie)
- 2012–2014: MyMusic (Fernsehserie)
- 2012: Smiley – Das Grauen trägt ein Lächeln (Smiley)

## Diskografie
- 2012: I Can Swing My Sword! (mit DJ Many feat. Terabrite, US: Gold)[3]